# Mitchell Rozanski
Mitchell Thomas Rozanski (ur. 6 sierpnia 1958 w Baltimore) – amerykański biskup katolicki polskiego pochodzenia, arcybiskup metropolita Saint Louis od 2020.

## Życiorys
Święcenia kapłańskie przyjął w 1984 z rąk abp. Williama Bordersa. Inkardynowany do archidiecezji Baltimore, pracował duszpastersko na terenie stolicy archidiecezji.
3 lipca 2004 mianowany biskupem pomocniczym Baltimore i tytularnym biskupem Walla Walla. Sakry biskupiej udzielił mu kard. William Keeler. Jako biskup odpowiadał za wikariat Seton, był także wikariuszem generalnym archidiecezji.
19 czerwca 2014 papież Franciszek ustanowił go biskupem diecezjalnym Springfield. Ingres odbył się 12 sierpnia 2014.
10 czerwca 2020 został mianowany arcybiskupem metropolitą Saint Louis. Ingres odbył 25 sierpnia tegoż roku.